# 아하르네스
아하르네스(그리스어: Αχαρνές)는 그리스 아티키주 아테네 교외에 있는 도시로 인구는 99,346명(2011년 기준)이며, 동아티키현에서 가장 인구가 많은 도시이다. 아테네 도시권의 일부이다.